# Jacob Mincer
Jacob A. Mincer (* 15. Juli 1922 in Tomaszów Lubelski (Polen); † 20. August 2006 in New York City) war ein polnisch-US-amerikanischer Wirtschaftswissenschaftler, zuletzt der Joseph L. Buttenwiser Professor of Economics and Social Relations an der Columbia University und einer der Begründer der modernen empirischen Arbeitsmarktökonomik.
Seine Forschungsarbeiten konzentrieren sich insbesondere auf den Zusammenhang von Aus- und Fortbildung, technischem Fortschritt und Lohnentwicklung. Die Mincer-Einkommensgleichung bzw. Humankapital-Einkommens-Funktion (human capital earnings function) gehört bis heute zu den grundlegenden Instrumenten der empirischen Ökonomie.

## Leben
Jacob Mincer wurde als Sohn von Issac und Deborah Mincer in jüdischer Abstimmung 1922 in Tomaszów Lubelski geboren und besuchte bereits als 16-Jähriger die Technische Hochschule Brünn in der Tschechoslowakei. Wegen der Besetzung des Landes („Zerschlagung der Rest-Tschechei“) im Frühling 1939 durch das Deutsche Reich musste er sein Studium aufgeben. Auch war er mehrere Jahre des Zweiten Weltkriegs in Gefängnissen und Konzentrationslagern eingesperrt. Seine Eltern und zwei Schwestern wurden von den Deutschen im Holocaust umgebracht. Nach dem Krieg erhielt er aufgrund seiner exzellenten Sprachkenntnisse eine Anstellung bei der US-Militärregierung in Deutschland. 1948 verschaffte ihm ein Stipendium der Hillel Foundation für Überlebende des Weltkriegs ein Visum zur Einreise in die USA, um ein Studium an der Emory University in Atlanta aufnehmen zu können. Da seine akademischen Vorleistungen größtenteils anerkannt wurden, erhielt er bereits nach zwei Jahren seinen ersten Abschluss und setzte dann sein Wirtschaftsstudium an der University of Chicago fort. Dort lernte er auch seine Frau Flora kennen, mit der er 1951 nach New York zog und drei Kinder bekommen hat. 1957 erwarb er den Doktortitel an der Columbia University, New York, und lehrte dort mit nur kurzen Unterbrechungen bis zu seiner Emeritierung im Jahr 1991. Im Jahr 1974 wurde er in die American Academy of Arts and Sciences gewählt, 2000 in die National Academy of Sciences.

## Werk
Sein maßgebendes Werk Schooling, Experience and Earnings (1974) stellte die Bedeutung von Humankapitalinvestitionen zur Erklärung für verschiedene Muster der Einkommensungleichheit und des Lohnwachstums heraus. Mincer zeigte ferner die empirische Bedeutung der Komplementarität von Qualifikationen auf, indem er belegte, dass Arbeitskräfte mit höherem Bildungsniveau mehr in die postschulische Ausbildung investieren. Mincers Einkommensfunktion gilt als Meilenstein für die Interpretation von Einkommensdaten und findet in vielen wirtschaftswissenschaftlichen Teildisziplinen nach wie vor breite Anwendung bzw. dient als Grundlage für viele empirische Untersuchungen im Bereich der Bildungs- und Arbeitsmarktökonomie.
Bei der Mincer-Einkommensfunktion handelt es sich im Grundmodell um eine einfache regressionsanalytische Schätzfunktion für den Zusammenhang zwischen dem logarithmierten Lohn als abhängige Variable, einem zusätzlichen Bildungsjahr oder alternativ als Dummy-Variable dem Erreichen des nächsthöheren Abschlusses sowie der Berufserfahrung im Quadrat als erklärende Variablen. Durch die Logarithmierung des Lohns kann annähernd eine Normalverteilung hergestellt werden. Dies hat den Vorteil, dass sich die Koeffizienten als prozentuale Änderungen interpretieren lassen, wenn sich der Wert einer unabhängigen Variablen um eine marginale Einheit erhöht. Die Quadrierung der Berufserfahrung wird vorgenommen, um der Entwertung von Humankapital durch Alterung und technischen Fortschritt beziehungsweise sinkenden Löhnen ab dem 50. Lebensjahr Rechnung zu tragen. Der Störterm (Residuum) bildet unbeobachtete und schwer messbare Faktoren wie Volition, Motivation, Intelligenz sowie physisches und psychisches Leistungsvermögen ab, die das individuelle Einkommen ebenfalls beeinflussen und nicht durch die erklärenden Variablen kontrolliert werden. Eine Weiterentwicklung der Funktion mit zusätzlichen Erklärungsfaktoren wie Geschlecht oder Nationalität ist prinzipiell möglich, erhöht aber dadurch gleichzeitig die Ansprüche an die verwendeten Datensätze. Die Schätzung der Mincer-Einkommensfunktion erfolgt nach der Methode der kleinsten Quadrate. Dabei wird eine Gerade berechnet, die möglichst nahe an den Datenpunkten verläuft beziehungsweise die Abstände minimiert. Die Verwendung der Mincer-Einkommensfunktion ist geeignet für die Analyse von Zeitreihen-, Alters- und Kohorteneffekten.
Mit dem ökonometrischen Ansatz wird der tatsächliche Beitrag der Bildung zum Bruttoeinkommen ermittelt, indem andere Faktoren mit Auswirkungen auf das Einkommen kontrolliert werden. Ein Nachteil dieser Berechnungen ist, dass direkte Kosten der Ausbildung, wie beispielsweise Studiengebühren, nicht einbezogen werden. Auch Opportunitätskosten, wie entgangenes Einkommen während der Ausbildungsdauer, können nicht berücksichtigt werden. Sie sind nur anhand der Anzahl der Schuljahre indirekt ableitbar. Ein weiteres Problem des Mincer-Ansatzes ist darin zu sehen, dass anstatt der tatsächlichen Berufserfahrung meist nur die potenzielle Berufserfahrung erfasst wird. Dazu wird das Alter beim Ende der Ausbildung von dem aktuellen Lebensalter abgezogen und das Ergebnis als potenzielle Berufserfahrung in die Berechnungen einbezogen. Friktionen wie Zeiten der Erwerbslosigkeit durch Arbeitslosigkeit, Elternschaft oder Pflege von bedürftigen Angehörigen bleiben somit unberücksichtigt, was zu Verzerrungen der Renditen führt.
Mincers weitere Arbeiten zu den Themen Beschäftigungsdynamik, unternehmensspezifische Ausbildung, Investitionsreaktion auf technischen Fortschritt sowie zum jüngsten Anstieg der Lohnungleichheit innerhalb von Wirtschaftsräumen stellen eine Bereicherung der Basismodelle dar.

## Ehrungen
1981 wurde ihm durch die Universität Chicago der Ehrendoktor verliehen. 2002 erhielt er den ersten Preis für Arbeitsökonomie vom IZA Bonn.
Nach ihm wurde der Jacob-Mincer-Preis benannt.
Trotz zahlreicher Vorschläge erhielt er keinen Nobelpreis für Wirtschaftswissenschaften.

## Schriften
- Investment in human capital and personal income distribution, in: Journal of Political Economy 66 (4), (August 1958), S. 281–302.
- Schooling, Experience, and Earnings. National Bureau of Economic Research, New York 1974, ISBN 0-87014-265-8.

## Einzelbelege
1. ↑  Shmuel Eliezer Branner: Tomaszów Lubelski, Poland. In: jewisgen.org. S. 51, abgerufen am 10. November 2023 (englisch).
2. ↑  Rückblick | IZA - Institute of Labor Economics. Abgerufen am 10. November 2023.
3. ↑  Jacob Mincer (1922–2006) | Department of Economics at Columbia University. Abgerufen am 10. November 2023 (amerikanisches Englisch).

| Personendaten    | Personendaten                                |
| ---------------- | -------------------------------------------- |
| NAME             | Mincer, Jacob                                |
| ALTERNATIVNAMEN  | Mincer, Jacob A.                             |
| KURZBESCHREIBUNG | US-amerikanischer Wirtschaftswissenschaftler |
| GEBURTSDATUM     | 15. Juli 1922                                |
| GEBURTSORT       | Tomaszów Lubelski                            |
| STERBEDATUM      | 20. August 2006                              |
| STERBEORT        | New York City                                |